# Église Saint-Jean de Dijon
Pour les articles homonymes, voir Église Saint-Jean.
L'église Saint-Jean de Dijon est une église catholique désaffectée de style gothique flamboyant des XIVe et XVe siècles, située à Dijon en Côte-d'Or en Bourgogne-Franche-Comté et dédiée à Jean l'Apôtre. Elle est classée aux monuments historiques depuis 1862 et héberge depuis 1974 le Théâtre Dijon-Bourgogne (ou « Théâtre du parvis Saint-Jean » ou « parvis Saint-Jean »).

## Historique

### Basilique funéraire et nécropole
La premières trace d'une église à l'emplacement de Saint-Jean remonte à la fin VIe siècle et la mention par Grégoire de Tour d'une basilique funéraire. Celle-ci aurait été érigée sur une chapelle servant de baptistère, dans laquelle Saint Urbain (en), sixième évêque de Langres, aurait été enterré en 375. Compte-tenu de la proximité de la sépulture de Saint Bénigne, martyrisé à Dijon à la fin du IIe siècle, des évêques de Langres s'y font inhumer. Le dédicataire est saint Jean le Baptiste. Des traces de cette première construction sont révélées lors de la campagne de fouille autour de l'église en 2024, qui révèle aussi des détails de la nécropole qui entoura l'édifice jusqu'au XVIIIe siècle. On retrouve notamment de nombreuses tombes d'enfants sous des dalles horizontales ou verticales, caractéristiques d’une période située entre le XIe et le XIIIe siècle environ. 
A l'est de l'église sont retrouvés plusieurs sarcophages en grès, trapézoïdales, caractéristiques de la période mérovingienne (VIe – VIIIe siècle). Au sud de l'église, un sarcophage en pierre calcaire pourrait remonter jusqu'au IVe siècle. Cette nécropole, qui s'étendait à l'origine jusqu'à Saint Bénigne, ne se réduit après le XVe siècle qu'à la zone située au niveau de l'actuelle rue Danton.
Elle devient église paroissiale à la fin du IXe siècle et l'une des sept églises de Dijon au XIIe siècle,et à proximité d'une place active de marché dès le Moyen-Âge, et même d'une foire établie dès 1109 par le duc de Bourgogne Hugues II. L'abbé Claude Courtépée, historien célèbre de la Bourgogne au XVIIIe siècle, la qualifie alors de « basilique hors-les-murs ».

### Reconstruction auXVesiècle
L'église actuelle, bâtie en style gothique flamboyant, est construite entre 1448 et 1470, sous les ducs Philippe III de Bourgogne (Philippe le Bon) et Charles le Téméraire, à l'apogée du Duché de Bourgogne.
L'évêque de Langres Guy Bernard (Dijon dépendant alors de ce diocèse) lui accorde en 1455 le statut d'église collégiale : elle est ouverte au culte en 1459 avec la bénédiction d'un autel provisoire, puis consacrée et érigée en collégiale par le même Bernard en 1468 ou en 1478. Des travaux sont encore mentionnés aux tours et à la flèche en 1497 et 1503. L'église connaît des modifications intérieures aux XVIIe et XVIIIe siècles.

### Une des principales paroisses de Dijon
L'église de Saint-Jean passe pour la plus « cossue » du clergé langrois.
Elle est probablement alors la seule paroisse de Dijon où des baptêmes ont lieu, prenant la suite de l'ancien baptistère Saint-Vincent. Le prédicateur de Carême y prononce usuellement son premier sermon de cette période. L'église se prête à la tradition des feux de la Saint-Jean et le roi Henri IV allume en allume celui du 23 juin 1595.
En 1731, elle est rattachée au nouveau diocèse de Dijon qui vient d'être créé par démembrement de celui de Langres. À la fin du XVIIIe siècle, la paroisse Saint-Jean est la deuxième ou troisième plus importante en taille de la ville de Dijon (saint Philibert étant la première avec environ 4 700 paroissiens, et Notre-Dame à un niveau semblable à Saint-Jean, autour de 4 000 paroissiens).
L'évêque, prédicateur et écrivain Jacques-Bénigne Bossuet (1627-1704), qui a donné son nom à la place où se situe l'église est né au numéro 10, en face de l'église à l'angle de la rue Danton. Il a été baptisé le 27 septembre 1627 dans cette église,. De même, Bénigne Joly, prêtre et écrivain, y est baptisé le 17 août 1744.

### Usages divers du bâtiment auXIXesiècle
À la Révolution française, la paroisse est supprimée, l'église devient un bien national et sert comme marché puis comme entrepôt de fourrage.
L'église possédait alors un vaste chœur entouré de tours couronnées de balustrades, surmontées chacune d'une flèche qui rappelait la haute flèche dressée au-dessus de la croisée du transept. L'édifice était aussi complété de deux tourelles aux angles du chevet. En 1809, ces flèches et ces tourelles, le chevet, des chapelles et la sacristie sont détruites, ce qui permet de dégager la place Bossuet.
Le bâtiment connaît alors de multiples affectations : halle de boucherie, entrepôt de vin, logement de garnison, de nouveau dépôt de fourrage pour l'armée, marché et poids public, entrepôt de farine puis magasin général de boulangerie pour la ville en 1860.

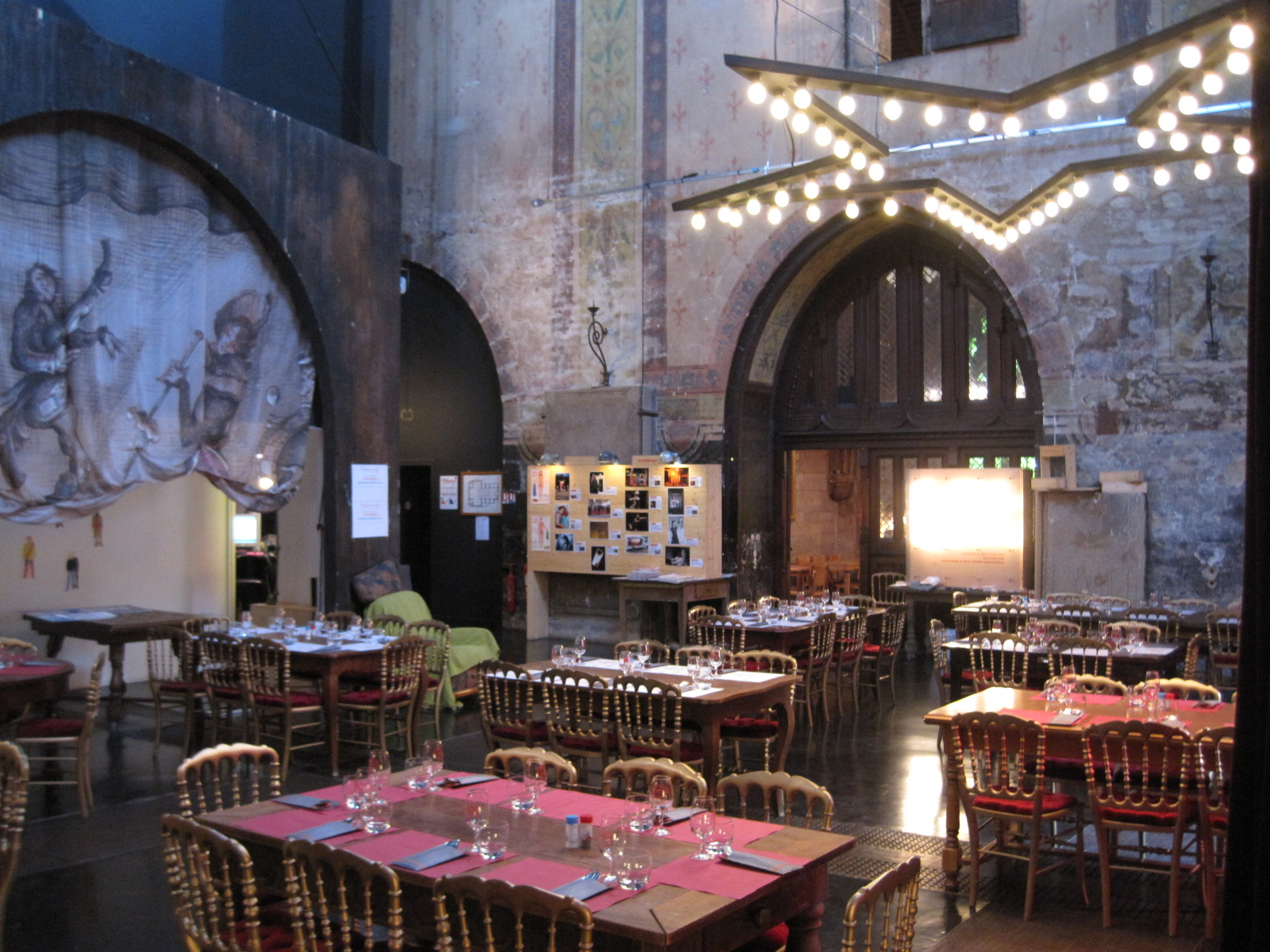
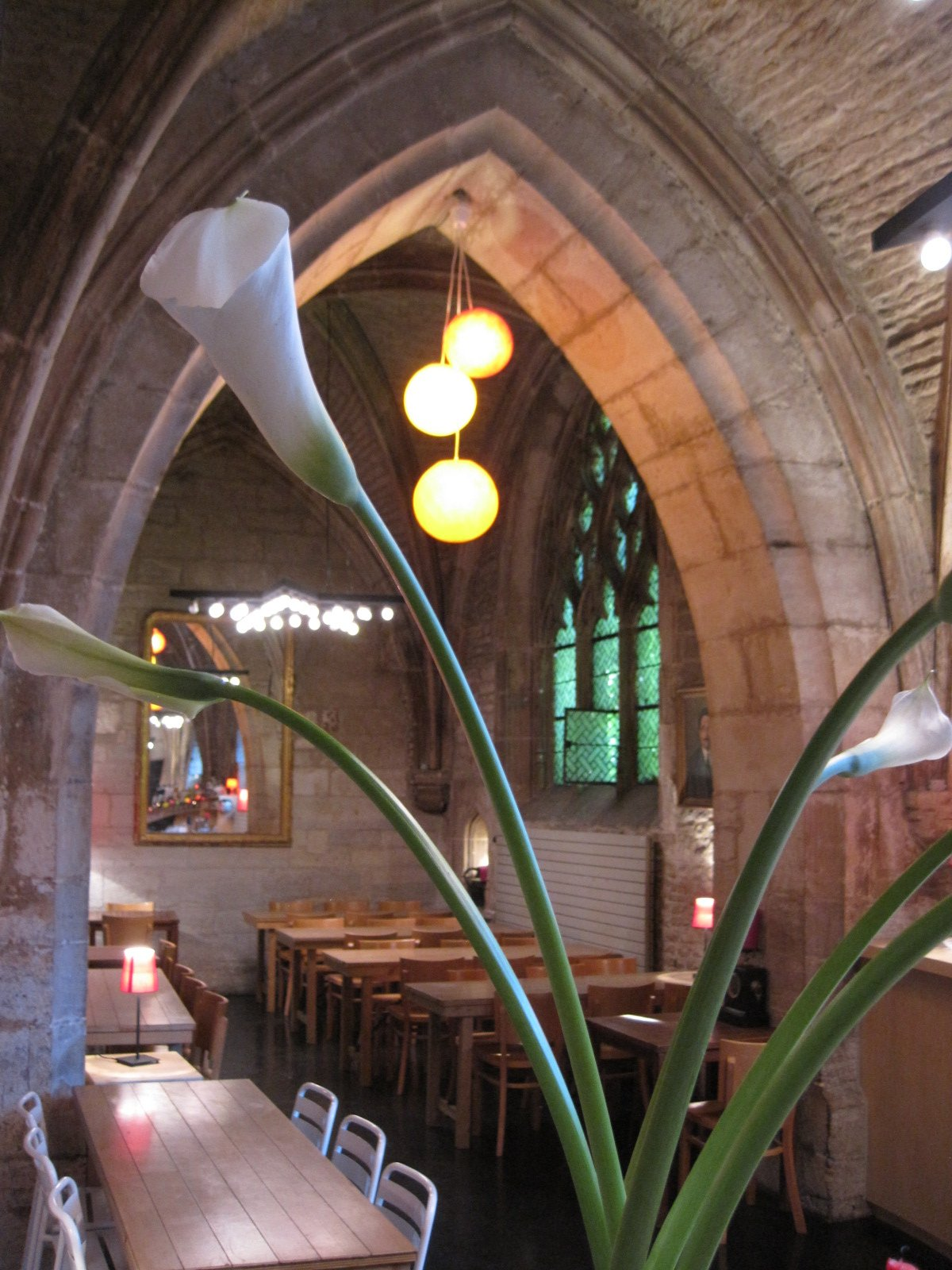

### Rétablissement du culte de 1862 à 1972
L'édifice est classé au titre des monuments historiques par la liste de 1862. Le 20 février 1863, le conseil municipal de Dijon vote le principe de rendre au diocèse cette église devenue nécessaire du fait de l'augmentation de la population : la paroisse Saint-Jean est recréée. Inaugurée le 13 novembre 1866, elle connaît plusieurs restaurations (notamment la pose de cloches, des réparations de la toiture et des installations de chaufferie), y compris au cours du XXe siècle. L'église est finalement désacralisée en 1972.

### Le théâtre du Parvis Saint-Jean
Rendue à la ville en mai 1973, elle sert d'abord de réserve pour le musée des Beaux-Arts. À la suite d'une nouvelle campagne de restaurations de 1974 à 1978. Elle est alors transformée en théâtre, et héberge le Théâtre Dijon-Bourgogne (ou « Théâtre du parvis Saint-Jean » ou « parvis Saint-Jean »).

## Description

### Architecture et style
L'église est construite sur un plan en croix latine, tronqué à l'est par la démolition de son chevet dont subsiste une travée droite encadrée par deux tours.
Elle est surélevée du fait de la présence de caveaux et accessible par des escaliers extérieurs droits. Sa nef unique est bordée de chapelles latérales séparées par des contreforts : trois au nord, quatre au sud (la première et la deuxième furent réunies en 1875). Cette nef est couverte d'une charpente lambrissée en berceau brisé, la croisée du transept étant marquée par un motif à huit clés pendantes ; les chapelles ont des voûtes d'ogives.
La façade antérieure et les façades latérales du transept ont un dessin similaire, avec une porte inscrite dans un encadrement à voussures, surmontée de deux fenêtres hautes jumelées et d'un oculus. Ces baies sont en arc brisé ou inscrites dans un encadrement en arc brisé, avec remplage gothique flamboyant pour les fenêtres.
Les tours sont accessibles par deux escaliers hors-œuvre en vis, en pierre, complétés par des escaliers droits ou tournant à retours avec jour, en bois.
Le bâtiment est couvert d'un toit à longs pans et pignons découverts ; les tours ont un toit en pavillon et l'emplacement de la flèche à la croisée du transept est marqué par un toit polygonal. La couverture est en ardoise, sauf sur les chapelles, en appentis et protégées par des tuiles plates mécaniques.

### Classement
L'édifice est classé au titre des monuments historiques par la liste de 1862.